# Южен праславянски макродиалект
Южният праславянски макродиалект се оформя в края на съществуването на праславянския език. Времето на съществуването му се определя приблизително в периода 7 – 8 век, т.е. епохата след второто диалектно разчленяване на праславянската езикова територия, когато се оформят три праславянски макродиалекта.

## Обща характеристика
Южният праславянски макродиалект се характеризира с тенденция към ускорен развой, запазила се и в епохата на самостоятелно съществуване на южнославянските езици.
Този макродиалект е значително вътрешно разчленен на:
1. северозападна (приалпийска) област, където *tj > č и *dj > j (предсловенска)
2. северобалканска област, където *tj > ć и *dj > đ (предсръбска/предхърватска)
3. южнобалканска област, където *tj > št и *dj > žd (предбългарославянска)

Приалпийската и северобалканската област като цяло се противопоставят на южнобалканската по характера на ударението: музикално (политонично) на север срещу динамично в южнобалканската област.
Това разчленение на южния праславянски макродиалект би могло да се обясни с миграционните процеси на балканските славянски племена, които се заселват на Балканския полуостров на две големи вълни от задкарпатската родина:
1. направо на юг през Трансилвания, пресича Дунав и достига до Епир и Тесалия в Гърция (5 – 6 век). За тази вълна е характерен признакът *tj > št и *dj > žd (наблюдаван в старинната славянска топонимия в Гърция)
2. на по-малки групи през Карпатите, Бескидите и Судетите заемат територии в днешна Чехия и Моравия, достигат до Източните Алпи, спускат се на юг към Балканския полуостров и се смесват с други славянски племена, идващи откъм Черно море.

## Общи черти с други макродиалекти
Наблюдават се някои общи черти между източнославянските и южнославянските езици, което показва, че южните славяни идват в новите си поселища след осъществяване на редица процеси в късния праславянски, например:
1. Опростяване на групите *tl и *dl: plelъ < *pletlъ, šilo < *šidlo. Този процес е ограничен в предсловенски, поради което резултатите му в съвременния словенски са различни: šilo, milo, но: padla (от padel), pletla (от pletel).
2. Промяна на *ch в s: musě < *muchě
3. Поява на епентетично л: zemlja, kupljọ, lovljọ, ljubljọ. Днес това явление е запазено в словенски, хърватски, сръбски, но в български не се наблюдава.
4. Промяна на групите *kv и *gv пред ě (ят) от дифтонгичен произход съответно в cv и dzv > zv: cvětъ < *květъ; dzvězda < *gvězda: български: цвят, звезда; сръбски: цвет, звезда; хърватски: cvijet, zvijezda; словенски: cvet, zvezda.
5. Развитие на jь в i: igla < jьgla, igra < jьgra, imamь < jьmamь. В хърватския чакавски обаче се среща jagla, което се обяснява със силна позиция на ь: jьgъla.

Южният праславянски макродиалект има особености, които показват близост и със западния праслвянски макродиалект:
1. Ликвидна метатеза.
2. Развитие на *arT и *alT в началото на думата съответно в raT и laT, напр.: старобългарски ракыта, лакъть, среднословашки: rakyta, laket’.
3. Поява на сричкотворни r и l (неравномерно развита черта): старобългарски: влъкъ, длъгъ, български: вълк, дълг; сръбски: вук, дуг, хърватски vuk, dug; словенски: volk, dolg; словашки vlk, dlh; чешки vlk, dluh.

## Черти типични само за южния макродиалект
1. Окончание ę при имена от ja-основи и jo-основи в родителен падеж единствено число (dušę) и винителен падеж множествено число (kon’ę), срещу ě в източния и западния макродиалект.
2. Окончание y (ы) в именителен падеж единствено число мъжки род на сегашните деятелни причастия (напр. старобългарски: несы, веды), срещу a в източния и западния.
3. Окончание omь / emь, напр. в творителен падеж единствено число: рабомь, конемь, срещу ъmь / ьmь в източния и западния (староруски рабъмь, коньмь)

## Различия в рамките на южния макродиалект
1. Различни рефлекси *tj / *kti > ť > č (noč) и *dj > ď > j (meja) в словенски; *tj / *kti > ť > ć (noć) и *dj > ď > đ (međa) в сръбски / хърватски и *tj / *kti > št (noštь) и *dj > žd (mežda) в български.
2. Различен развой на носовката ọ: dọbъ, mọka: български дъб, мъка; сръбски / хърватски dub, muka; словенски dob, moka.